# 王は愛する
『王は愛する』（おうはあいする、朝鮮語: 왕은 사랑한다、英語表記：The King in Love）は、2017年7月17日から2017年9月19日までMBCで放送された韓国のテレビドラマ。全40話。主演のイム・シワンにとっては、入隊前最後のテレビドラマとなった。日本では、DATVやBS朝日の他、各局で放送されている新世代時代劇。また、世界108ヵ国以上で放送された。

## あらすじ
時は元統治の高麗時代。元の皇帝を祖父に持つがゆえに、父王から忌み嫌われ冷遇されている世子（セジャ。王位継承者）ワン・ウォン（ナム・ダルム）は、政治に興味を持たず、いつも親友ワン・リン（ユン・チャンヨン）と過ごしていた。ある日、身分を隠し王宮の外へ出かけたウォンとリンは、高麗一の豪商ウン・ヨンベク（イ・ギヨン）の妻（ユン・ユソン）が何者かに殺害されるところを目撃する。殺された女性の娘であるウン・サン（イ・ソヨン）は幸いにも難を逃れるが、狙われていたのが娘だと気づいたヨンベクは、身分を偽り侍女として生きるようサンに伝える。一方、サンの母が残した娘への遺言を伝えるために、ヨンベクの屋敷に忍び込んだウォンとリンは、サンとは知らずに彼女にその遺言を伝える。7年後、学者イ・スンヒュ（オム・ヒョソプ）を訪ねたウォン（イム・シワン）とリン（ホン・ジョンヒョン）は、そこで美しく成長したサン（ユナ（少女時代））と再会する。次第にサンに惹かれていくウォンだったが、リンの心にも秘められた想いがあった。

## 登場人物
- ワン・ウォン（왕원）：イム・シワン[5] / 少年期：ナム・ダルム

世子。モデルは忠宣（チュンソン）王。
- ウン・サン（은산）：ユナ（少女時代）[6] / 少女期：イ・ソヨン

高麗一の豪商の娘。
- ワン・リン（왕린）：ホン・ジョンヒョン[7] / 少年期：ユン・チャンヨン

王族。ワン・ウォンの親友であり、護衛武士。
ウォンから最も信頼されている。
- ワン・ダン（왕단）：パク・ファニ

王族。ワン・リンの妹。
- ソン・イン（송인）：オ・ミンソク

## 日本での放送
- BS朝日（2020年5月）
- テレビ大阪（2021年1月）
- テレ朝チャンネル1（2022年1月）
- サンテレビ（2022年5月）
- テレビ愛知（2024年6月27日）